# Stanley Cup playoff 1975
I playoff della Stanley Cup 1975 del campionato NHL 1974-1975 hanno avuto inizio l'8 aprile 1975. Le dodici squadre qualificate per i playoff, le migliori della lega al termine della stagione regolare, hanno giocato una serie di partite al meglio delle tre gare nel turno preliminare, seguiti da due turni al meglio delle sette per i quarti di finale e le semifinali. Le due formazioni rimaste hanno disputato una serie di partite al meglio delle sette per la conquista della Stanley Cup.
Rispetto alla stagione precedente furono modificati i playoff con un allargamento da otto a dodici partecipanti con la creazione di un turno preliminare al quale prendono parte le otto squadre che non hanno vinto la loro division, infatti alle quattro vincitrici era garantito un posto nei quarti di finale. Durante i playoff i New York Islanders riuscirono nell'impresa di ribaltare la serie contro i Pittsburgh Penguins; infatti dopo aver perso le prime tre gare vinsero le successive quattro avanzando così alle semifinali. In passato solo i Toronto Maple Leafs nella finale del 1942 riuscirono a ribaltare un tale svantaggio, mentre da allora si dovette aspettare il 2010 grazie ai Philadelphia Flyers. Gli Islanders furono sul punto di ripetere la stessa impresa anche in semifinale, ma i Flyers conquistarono la decisiva Gara-7.

## Squadre partecipanti

### Formazioni
1. Philadelphia Flyers - vincitori della Patrick Division e della stagione regolare nella Clarence S. Campbell Conference, 113 punti
2. Buffalo Sabres - vincitori della Adams Division e della stagione regolare nella Prince of Wales Conference, 113 punti
3. Montreal Canadiens - vincitori della Norris Division, 113 punti
4. Los Angeles Kings - 105 punti
5. Boston Bruins - 94 punti
6. Pittsburgh Penguins - 89 punti
7. New York Rangers - 88 punti
8. New York Islanders - 88 punti
9. Vancouver Canucks - vincitori della Smythe Division, 86 punti
10. St. Louis Blues - 84 punti
11. Chicago Blackhawks - 82 punti
12. Toronto Maple Leafs - 78 punti

### Tabellone
Nel turno preliminare le formazioni che non hanno vinto le rispettive division si affrontano al meglio delle tre gare per accedere ai quarti di finale. Le quattro formazioni qualificate affrontano nei quarti di finale le vincitrici delle division in una serie al meglio delle sette sfide seguendo il formato 2-2-1-1-1. Al termine del primo e del secondo turno gli accoppiamenti sono ristabiliti in base alla posizione ottenuta in stagione regolare, con la squadra migliore accoppiata con quella peggiore. Anche nei turni successivi si gioca al meglio delle sette sfide con il formato 2-2-1-1-1: la squadra migliore in stagione regolare avrebbe disputato in casa Gara-1 e 2, (se necessario anche Gara-5 e 7), mentre quella posizionata peggio avrebbe giocato nel proprio palazzetto Gara-3 e 4 (se necessario anche Gara-6).
|  | Turno preliminare | Turno preliminare   | Turno preliminare   |                     |                     | Quarti di finale    | Quarti di finale | Quarti di finale |  |   | Semifinali          | Semifinali | Semifinali |  |   | Finale Stanley Cup  | Finale Stanley Cup | Finale Stanley Cup |
|  |                   |                     |                     |                     |                     |                     |                  |                  |  |   |                     |            |            |  |   |                     |                    |                    |
|  |                   |                     |                     |                     |                     |                     |                  |                  |  |   |                     |            |            |  |   |                     |                    |                    |
|  |                   | 1                   | Philadelphia Flyers | 4                   |                     |                     |                  |                  |  |   |                     |            |            |  |   |                     |                    |                    |
|  |                   |                     |                     | 4                   |                     |                     |                  |                  |  |   |                     |            |            |  |   |                     |                    |                    |
|  |                   |                     | 12                  | Toronto Maple Leafs | 0                   |                     |                  |                  |  |   |                     |            |            |  |   |                     |                    |                    |
|  | 4                 | Los Angeles Kings   | 12                  | Toronto Maple Leafs | 0                   | 1                   |                  |                  |  |   |                     |            |            |  |   |                     |                    |                    |
|  | 4                 | Los Angeles Kings   |                     |                     |                     | 1                   |                  |                  |  |   |                     |            |            |  |   |                     |                    |                    |
|  | 12                | Toronto Maple Leafs | 2                   |                     |                     |                     |                  |                  |  |   |                     |            |            |  |   |                     |                    |                    |
|  | 12                | Toronto Maple Leafs | 2                   |                     |                     |                     |                  |                  |  | 1 | Philadelphia Flyers | 4          |            |  |   |                     |                    |                    |
|  |                   |                     |                     |                     |                     |                     |                  |                  |  | 1 | Philadelphia Flyers | 4          |            |  |   |                     |                    |                    |
|  |                   | 8                   | New York Islanders  | 3                   |                     |                     |                  |                  |  |   |                     |            |            |  |   |                     |                    |                    |
|  | 6                 | 8                   | New York Islanders  | 3                   | Pittsburgh Penguins | 2                   |                  |                  |  |   |                     |            |            |  |   |                     |                    |                    |
|  | 6                 |                     |                     |                     | Pittsburgh Penguins | 2                   |                  |                  |  |   |                     |            |            |  |   |                     |                    |                    |
|  | 10                | St. Louis Blues     | 0                   |                     |                     |                     |                  |                  |  |   |                     |            |            |  |   |                     |                    |                    |
|  | 10                | St. Louis Blues     | 0                   |                     | 6                   | Pittsburgh Penguins | 3                |                  |  |   |                     |            |            |  |   |                     |                    |                    |
|  |                   |                     |                     |                     | 6                   | Pittsburgh Penguins | 3                |                  |  |   |                     |            |            |  |   |                     |                    |                    |
|  |                   |                     | 8                   | New York Islanders  | 4                   |                     |                  |                  |  |   |                     |            |            |  |   |                     |                    |                    |
|  | 7                 | New York Rangers    | 8                   | New York Islanders  | 4                   | 1                   |                  |                  |  |   |                     |            |            |  |   |                     |                    |                    |
|  | 7                 | New York Rangers    |                     |                     |                     | 1                   |                  |                  |  |   |                     |            |            |  |   |                     |                    |                    |
|  | 8                 | New York Islanders  | 2                   |                     |                     |                     |                  |                  |  |   |                     |            |            |  |   |                     |                    |                    |
|  | 8                 | New York Islanders  | 2                   |                     |                     |                     |                  |                  |  |   |                     |            |            |  | 1 | Philadelphia Flyers | 4                  |                    |
|  |                   |                     |                     |                     |                     |                     |                  |                  |  |   |                     |            |            |  | 1 | Philadelphia Flyers | 4                  |                    |
|  |                   | 2                   | Buffalo Sabres      | 2                   |                     |                     |                  |                  |  |   |                     |            |            |  |   |                     |                    |                    |
|  |                   | 2                   | Buffalo Sabres      | 2                   |                     |                     |                  |                  |  |   |                     |            |            |  |   |                     |                    |                    |
|  |                   |                     |                     |                     |                     |                     |                  |                  |  |   |                     |            |            |  |   |                     |                    |                    |
|  |                   |                     |                     |                     |                     |                     |                  |                  |  |   |                     |            |            |  |   |                     |                    |                    |
|  |                   | 2                   | Buffalo Sabres      | 4                   |                     |                     |                  |                  |  |   |                     |            |            |  |   |                     |                    |                    |
|  |                   |                     |                     | 4                   |                     |                     |                  |                  |  |   |                     |            |            |  |   |                     |                    |                    |
|  |                   |                     | 11                  | Chicago Blackhawks  | 1                   |                     |                  |                  |  |   |                     |            |            |  |   |                     |                    |                    |
|  | 5                 | Boston Bruins       | 11                  | Chicago Blackhawks  | 1                   | 1                   |                  |                  |  |   |                     |            |            |  |   |                     |                    |                    |
|  | 5                 | Boston Bruins       |                     |                     |                     | 1                   |                  |                  |  |   |                     |            |            |  |   |                     |                    |                    |
|  | 11                | Chicago Blackhawks  | 2                   |                     |                     |                     |                  |                  |  |   |                     |            |            |  |   |                     |                    |                    |
|  | 11                | Chicago Blackhawks  | 2                   |                     |                     |                     |                  |                  |  | 2 | Buffalo Sabres      | 4          |            |  |   |                     |                    |                    |
|  |                   |                     |                     |                     |                     |                     |                  |                  |  | 2 | Buffalo Sabres      | 4          |            |  |   |                     |                    |                    |
|  |                   | 3                   | Montreal Canadiens  | 2                   |                     |                     |                  |                  |  |   |                     |            |            |  |   |                     |                    |                    |
|  |                   | 3                   | Montreal Canadiens  | 2                   |                     |                     |                  |                  |  |   |                     |            |            |  |   |                     |                    |                    |
|  |                   |                     |                     |                     |                     |                     |                  |                  |  |   |                     |            |            |  |   |                     |                    |                    |
|  |                   |                     |                     |                     |                     |                     |                  |                  |  |   |                     |            |            |  |   |                     |                    |                    |
|  |                   | 3                   | Montreal Canadiens  | 4                   |                     |                     |                  |                  |  |   |                     |            |            |  |   |                     |                    |                    |
|  |                   |                     |                     | 4                   |                     |                     |                  |                  |  |   |                     |            |            |  |   |                     |                    |                    |
|  |                   |                     | 9                   | Vancouver Canucks   | 1                   |                     |                  |                  |  |   |                     |            |            |  |   |                     |                    |                    |
|  |                   |                     | 9                   | Vancouver Canucks   | 1                   |                     |                  |                  |  |   |                     |            |            |  |   |                     |                    |                    |
|  |                   |                     |                     |                     |                     |                     |                  |                  |  |   |                     |            |            |  |   |                     |                    |                    |

## Turno preliminare

### Los Angeles - Toronto
| Los Angeles 8 aprile 1975 | Toronto Maple Leafs | 2 – 3 (d.t.s.) (1-1; 0-1; 1-0) referto | Los Angeles Kings | The Forum (12.426 spett.) |

| Toronto 10 aprile 1975 | Los Angeles Kings | 2 – 3 (d.t.s.) (0-1; 1-0; 1-1) referto | Toronto Maple Leafs | Maple Leaf Gardens (16.485 spett.) |

| Los Angeles 11 aprile 1975 | Toronto Maple Leafs | 2 – 1 (1-0; 1-0; 0-1) referto | Los Angeles Kings | The Forum (16.005 spett.) |

### Boston - Chicago
| Boston 8 aprile 1975 | Chicago Blackhawks | 2 – 8 (0-3; 0-3; 2-2) referto | Boston Bruins | Boston Garden (14.726 spett.) |

| Chicago 10 aprile 1975 | Boston Bruins | 3 – 4 (d.t.s.) (0-2; 2-1; 1-0) referto | Chicago Blackhawks | Chicago Stadium (17.500 spett.) |

| Boston 11 aprile 1975 | Chicago Blackhawks | 6 – 4 (2-0; 3-3; 1-1) referto | Boston Bruins | Boston Garden (15.003 spett.) |

### Pittsburgh - St. Louis
| Pittsburgh 8 aprile 1975 | St. Louis Blues | 3 – 4 (2-0; 0-1; 1-3) referto | Pittsburgh Penguins | Civic Arena (13.217 spett.) |

| St. Louis 10 aprile 1975 | Pittsburgh Penguins | 5 – 3 (2-2; 1-1; 2-0) referto | St. Louis Blues | St. Louis Arena (18.008 spett.) |

### NY Rangers - NY Islanders
| New York 8 aprile 1975 | New York Islanders | 3 – 2 (0-0; 0-2; 3-0) referto | New York Rangers | Madison Square Garden (17.250 spett.) |

| Uniondale 10 aprile 1975 | New York Rangers | 8 – 3 (4-1; 3-1; 1-1) referto | New York Islanders | Nassau Coliseum (14.865 spett.) |

| New York 11 aprile 1975 | New York Islanders | 4 – 3 (d.t.s.) (1-0; 2-0; 0-3) referto | New York Rangers | Madison Square Garden (17.500 spett.) |

## Quarti di finale

### Philadelphia - Toronto
| Filadelfia 13 aprile 1975 | Toronto Maple Leafs | 3 – 6 (0-2; 3-0; 0-4) referto | Philadelphia Flyers | The Spectrum (17.077 spett.) |

| Filadelfia 15 aprile 1975 | Toronto Maple Leafs | 0 – 3 (0-0; 0-2; 0-1) referto | Philadelphia Flyers | The Spectrum (16.005 spett.) |

| Toronto 17 aprile 1975 | Philadelphia Flyers | 2 – 0 (1-0; 1-0; 0-0) referto | Toronto Maple Leafs | Maple Leaf Gardens (16.485 spett.) |

| Toronto 19 aprile 1975 | Philadelphia Flyers | 4 – 3 (d.t.s.) (2-2; 1-0; 0-1) referto | Toronto Maple Leafs | Maple Leaf Gardens (16.485 spett.) |

### Buffalo - Chicago
| Buffalo 13 aprile 1975 | Chicago Blackhawks | 1 – 4 (0-3; 1-0; 0-1) referto | Buffalo Sabres | Buffalo Memorial Auditorium (15.863 spett.) |

| Buffalo 15 aprile 1975 | Chicago Blackhawks | 1 – 3 (1-3; 0-0; 0-0) referto | Buffalo Sabres | Buffalo Memorial Auditorium (15.863 spett.) |

| Chicago 17 aprile 1975 | Buffalo Sabres | 4 – 5 (d.t.s.) (2-3; 1-1; 1-0) referto | Chicago Blackhawks | Chicago Stadium (17.500 spett.) |

| Chicago 20 aprile 1975 | Buffalo Sabres | 6 – 2 (0-1; 1-0; 5-1) referto | Chicago Blackhawks | Chicago Stadium (19.000 spett.) |

| Buffalo 22 aprile 1975 | Chicago Blackhawks | 1 – 3 (1-0; 0-1; 0-2) referto | Buffalo Sabres | Buffalo Memorial Auditorium (15.863 spett.) |

### Montreal - Vancouver
| Montréal 13 aprile 1975 | Vancouver Canucks | 2 – 6 (2-2; 0-2; 0-2) referto | Montreal Canadiens | Forum de Montréal (16.461 spett.) |

| Montréal 15 aprile 1975 | Vancouver Canucks | 2 – 1 (0-0; 1-1; 1-0) referto | Montreal Canadiens | Forum de Montréal (16.470 spett.) |

| Vancouver 17 aprile 1975 | Montreal Canadiens | 4 – 1 (0-1; 3-0; 1-0) referto | Vancouver Canucks | Pacific Coliseum (15.570 spett.) |

| Vancouver 19 aprile 1975 | Montreal Canadiens | 4 – 0 (0-0; 2-0; 2-0) referto | Vancouver Canucks | Pacific Coliseum (15.570 spett.) |

| Montréal 22 aprile 1975 | Vancouver Canucks | 4 – 5 (d.t.s.) (1-0; 2-2; 1-2) referto | Montreal Canadiens | Forum de Montréal (16.461 spett.) |

### Pittsburgh - NY Islanders
| Pittsburgh 13 aprile 1975 | New York Islanders | 4 – 5 (1-3; 1-0; 2-2) referto | Pittsburgh Penguins | Civic Arena (13.404 spett.) |

| Pittsburgh 15 aprile 1975 | New York Islanders | 1 – 3 (0-0; 0-2; 1-1) referto | Pittsburgh Penguins | Civic Arena (13.404 spett.) |

| Uniondale 17 aprile 1975 | Pittsburgh Penguins | 6 – 4 (2-0; 1-1; 3-3) referto | New York Islanders | Nassau Coliseum (14.865 spett.) |

| Uniondale 20 aprile 1975 | Pittsburgh Penguins | 1 – 3 (0-1; 1-0; 0-2) referto | New York Islanders | Nassau Coliseum (14.865 spett.) |

| Pittsburgh 22 aprile 1975 | New York Islanders | 4 – 2 (2-0; 1-1; 1-1) referto | Pittsburgh Penguins | Civic Arena (13.404 spett.) |

| Uniondale 24 aprile 1975 | Pittsburgh Penguins | 1 – 4 (0-0; 1-2; 0-2) referto | New York Islanders | Nassau Coliseum (14.865 spett.) |

| Pittsburgh 26 aprile 1975 | New York Islanders | 1 – 0 (0-0; 0-0; 1-0) referto | Pittsburgh Penguins | Civic Arena (13.404 spett.) |

## Semifinali

### Philadelphia - NY Islanders
| Filadelfia 29 aprile 1975 | New York Islanders | 0 – 4 (0-1; 0-2; 0-1) referto | Philadelphia Flyers | The Spectrum (17.007 spett.) |

| Filadelfia 1º maggio 1975 | New York Islanders | 4 – 5 (d.t.s.) (1-3; 1-1; 2-0) referto | Philadelphia Flyers | The Spectrum (17.077 spett.) |

| Uniondale 4 maggio 1975 | Philadelphia Flyers | 1 – 0 (0-0; 0-0; 1-0) referto | New York Islanders | Nassau Coliseum (14.865 spett.) |

| Uniondale 7 maggio 1975 | Philadelphia Flyers | 3 – 4 (d.t.s.) (1-0; 2-2; 0-1) referto | New York Islanders | Nassau Coliseum (14.865 spett.) |

| Filadelfia 8 maggio 1975 | New York Islanders | 5 – 1 (1-0; 2-0; 2-1) referto | Philadelphia Flyers | The Spectrum (17.077 spett.) |

| Uniondale 11 maggio 1975 | Philadelphia Flyers | 1 – 2 (1-0; 0-1; 0-1) referto | New York Islanders | Nassau Coliseum (14.865 spett.) |

| Filadelfia 13 maggio 1975 | New York Islanders | 1 – 4 (1-3; 0-0; 0-1) referto | Philadelphia Flyers | The Spectrum (17.077 spett.) |

### Buffalo - Montreal
| Buffalo 27 aprile 1975 | Montreal Canadiens | 5 – 6 (d.t.s.) (2-3; 2-1; 1-1) referto | Buffalo Sabres | Buffalo Memorial Auditorium (15.863 spett.) |

| Buffalo 29 aprile 1975 | Montreal Canadiens | 2 – 4 (0-1; 1-1; 1-2) referto | Buffalo Sabres | Buffalo Memorial Auditorium (15.863 spett.) |

| Montréal 1º maggio 1975 | Buffalo Sabres | 0 – 7 (0-2; 0-1; 0-4) referto | Montreal Canadiens | Forum de Montréal (17.160 spett.) |

| Montréal 3 maggio 1975 | Buffalo Sabres | 2 – 8 (1-2; 0-2; 1-4) referto | Montreal Canadiens | Forum de Montréal (18.453 spett.) |

| Buffalo 6 maggio 1975 | Montreal Canadiens | 4 – 5 (d.t.s.) (2-3; 1-0; 1-1) referto | Buffalo Sabres | Buffalo Memorial Auditorium (15.863 spett.) |

| Montréal 8 maggio 1975 | Buffalo Sabres | 4 – 3 (3-1; 1-0; 0-2) referto | Montreal Canadiens | Forum de Montréal (18.125 spett.) |

## Finale Stanley Cup
La finale della Stanley Cup 1975 è stata una serie al meglio delle sette gare che ha determinato il campione della National Hockey League per la stagione 1974-75. I Philadelphia Flyers hanno sconfitto i Buffalo Sabres in sei partite e si sono aggiudicati la seconda Stanley Cup consecutiva nella loro storia.

## Statistiche

### Classifica marcatori
La seguente lista elenca i migliori marcatori al termine dei playoff.

| Giocatore         | Squadra             | PG | G  | A  | Pt | MP |
| ----------------- | ------------------- | -- | -- | -- | -- | -- |
| Rick MacLeish     | Philadelphia Flyers | 17 | 11 | 9  | 20 | 8  |
| Guy Lafleur       | Montreal Canadiens  | 11 | 12 | 7  | 19 | 15 |
| Jude Drouin       | New York Islanders  | 17 | 6  | 12 | 18 | 6  |
| Jean-Paul Parisé  | New York Islanders  | 17 | 8  | 8  | 16 | 22 |
| Pete Mahovlich    | Montreal Canadiens  | 11 | 6  | 10 | 16 | 10 |
| Bobby Clarke      | Philadelphia Flyers | 17 | 4  | 12 | 16 | 16 |
| Rick Martin       | Buffalo Sabres      | 17 | 7  | 8  | 15 | 20 |
| Gilbert Perreault | Buffalo Sabres      | 17 | 6  | 9  | 15 | 10 |
| Bill Barber       | Philadelphia Flyers | 17 | 6  | 9  | 15 | 8  |
| Ed Westfall       | New York Islanders  | 17 | 5  | 10 | 15 | 12 |

### Classifica portieri
Questa tabella elenca i cinque migliori portieri dei playoff per media di gol subiti con almeno quattro partite disputate.

| Giocatore     | Squadra             | PG | Min | V  | S | GS | SO | MGS  |
| ------------- | ------------------- | -- | --- | -- | - | -- | -- | ---- |
| Bernie Parent | Philadelphia Flyers | 15 | 922 | 10 | 5 | 29 | 4  | 1.89 |
| Chico Resch   | New York Islanders  | 12 | 692 | 8  | 4 | 25 | 1  | 2.17 |
| Ken Dryden    | Montreal Canadiens  | 11 | 688 | 6  | 5 | 29 | 2  | 2.53 |
| Gary Inness   | Pittsburgh Penguins | 9  | 540 | 5  | 4 | 24 | 0  | 2.67 |
| Gord McRae    | Toronto Maple Leafs | 7  | 441 | 2  | 5 | 21 | 0  | 2.86 |